# 截线
两直线的截线（英文：Transversal）指的是与两条直线都相交的直线。若两条直线为第三条直线所截，则当且仅当满足同位角相等、内错角或外错角相等、同旁内角或同旁外角互补三个条件中的任意一个时，两条直线平行。此时称第三条直线为平行线的截线。